# Stamnodes carcavalloi
Stamnodes carcavalloi là một loài bướm đêm trong họ Geometridae.